# Microdrosophila chuii
Microdrosophila chuii är en tvåvingeart som beskrevs av Chen 1994. Microdrosophila chuii ingår i släktet Microdrosophila och familjen daggflugor. Inga underarter finns listade i Catalogue of Life.